# Vườn quốc gia Padjelanta
Vườn quốc gia Padjelanta là một vườn quốc gia nằm ở Hạt Norrbotten, phía bắc Thụy Điển. Được thành lập vào năm 1963, nó là vườn quốc gia lớn nhất ở Thụy Điển, với diện tích lên tới 1.984 km 2. Năm 1996, cùng với một số vườn quốc gia khác, Padjelanta đã trở thành một phần của Di sản thế giới của UNESCO với tên gọi Vùng đất Laponia nhờ giá trị cả về cảnh quan thiên nhiên và truyền thống sinh sống, văn hóa lâu đời của người Sami.

## Tên gọi
Tên của vườn quốc gia có nguồn gốc từ Badjelánnda trong tiếng Lule Sami, có thể dịch là vùng đất cao hơn nhằm mô tả một cách đơn giản cảnh quan tự nhiên của khu vực. Ngày nay, ba ngôi làng của người Sami là Duorbun, Jåhkågasska và Sirges là những nơi trong Padjelanta tuần lộc của người Sami ăn cỏ vào mùa hè. Ngoài ra còn có các khu định cư truyền thống tại Stáloluokta, Árasluokta và Sállohávrre.

## Lịch sử
Padjelanta là vùng đất có đồng cỏ tươi tốt và hồ đầy cá từ lâu đã hấp dẫn con người và nó là nơi con người sinh sống ngay từ thời kỳ đồ đá (một bằng chứng của việc này là nhiều hố bẫy đã được tìm thấy). Thậm chí ngày nay các hồ vẫn còn được những người Sami sử dụng cho hoạt động đánh bắt cá. Kể từ khi khoa học hiện đại ra đời, khu vực này cũng là một điểm đến được các nhà khoa học chú ý, chủ yếu là để nghiên cứu của hệ thực vật, động vật và địa chất.

## Tự nhiên
Vườn quốc gia nằm gần biên giới với Na Uy ở phía tây, chủ yếu bao gồm một cao nguyên rộng lớn xung quanh hai hồ nước lớn là Vastenjávrre và Virihávrre, thường được gọi là "hồ đẹp nhất Thụy Điển". Do đó, khu vực có cảnh quan mở khá bằng phẳng, đặc biệt là so với núi của Vườn quốc gia Sarek trên ranh giới phía đông, và chủ yếu bao gồm các ngọn đồi với vài đỉnh núi có độ cao đáng kể.

### Thực vật
Hầu hết vườn quốc gia nằm trên các đường giới hạn; có nghĩa là vài loài cây có thể sống sót trong khí hậu khắc nghiệt của vườn. Việc tiếp xúc với gió mạnh và mùa đông lạnh lẽo đã làm cho nó là những loài cây duy nhất có thể tồn tại như Betula pubescens (bạch dương trắng châu Âu) mà đã hình thành một khu rừng nhỏ (1.400 ha) ở góc đông bắc của vườn quốc gia. Sự đa dạng của hệ thực vật là rất cao. Tuy nhiên, có hơn 400 loài Thực vật không mạch khác nhau được xếp vào danh mục, nhiều nhất là tại các vùng cao nguyên. Điều này do vị trí phía tây và cùng nền móng địa chất đá phấn giàu. Padjelanta là nơi duy nhất có thể tìm thấy loài Arenaria humifusa và Gentiana aurea tại Thụy Điển và đặc biệt là loài Potentilla robbinsianaiskhông thể tìm thấy ở bất cứ nơi nào khác.

### Động vật
Padjelelanta có số lượng rất hạn chế các loài động vật có vú cả về sự đa dạng cũng như số lượng. Các động vật có vú tồn tại chủ yếu là Chuột Lemming và Tuần lộc, Chồn sói và Cáo Bắc Cực.
Tuy nhiên, đây lại là nơi rất phong phú các loài liên quan đến các khu vực đồi núi thấp, hồ nước và ít cây. Như tại các thảo nguyên Thạch nam có Choi choi vàng châu Âu, chim manh đồng cỏ, Phao câu trắng phương Bắc, Gà tuyết, Chim lội Á-Âu và Choắt mỏ cong bé. Còn tại các khu rừng phía đông bắc cũng là nơi có một loạt các loài gồm Hồng tước thường, Chích liễu, Sẻ thông Lapland và Hoét cánh đỏ.
Cũng có nhiều loài chim mà không phải là thực sự sống tại một khu vực nhưng chúng là những loài có mặt khắp vườn quốc gia. Trong số này phải kể đến Ngỗng ngực trắng nhỏ, Đại bàng vàng, Đại bàng đuôi trắng, Cắt Bắc Cực, Dẽ giun lớn. Trong khoảng thời gian sinh sản và phát triển của chuột Lemming, thậm chí bạn có thể nhìn thấy cả cú tuyết tại Padjelanta.
Về các loài cá, vườn quốc gia cũng có chứa một số lượng phong phú, nhất là tại các hồ Vastenjávrre và Virihávrre.

## Du lịch
Có một đường mòn đi bộ nổi tiếng được gọi là Padjelantaleden (Đường mòn Padjelanta) có tổng chiều dài là 160 km, chạy giữa Kvikkjokk ở phía đông nam và hai làng Vaisaluokta hoặc Änonjalme dưới chân dãy núi Áhkká ở phía bắc. Tuy nhiên, con đường này sẽ không thể thấy được vào mùa đông khi khắp nơi đều phủ đầy tuyết. Tất cả các con đường lớn đều nằm ở ngoài rìa vườn quốc gia này, có nghĩa là du khách phải đi bộ ít nhất một ngày để tới được vùng lõi của Padjelanta, nhưng vào mùa hè cũng có những tour du lịch thường xuyên bằng trực thăng từ Kvikkjokk, Stáloluokta và Ritsem. Một đường mòn đi mòn khác là Nordkalottruta cũng đi qua vườn quốc gia, mặc dù lộ trình của nó là khá giống Padjelantaleden.